# Haltichella macrocera
Haltichella macrocera är en stekelart som beskrevs av James Waterston 1922. Haltichella macrocera ingår i släktet Haltichella och familjen bredlårsteklar. Inga underarter finns listade i Catalogue of Life.